# Brookside (soap opera)
Brookside, nota tra gli appassionati anche con i soprannomi di Brookie, è una popolare e pluripremiata soap opera inglese.
La serie, andata in onda in prima serata, fu ideata da Phil Redmond e prodotta ed ambientata a Liverpool. È nota tra l'altro per aver trasmesso il primo bacio lesbico in orario non protetto in Gran Bretagna, oltre ad aver presentato alcuni temi scottanti come una storia di abusi domestici e una relazione incestuosa consensuale tra due fratelli. Fu trasmessa dal 1982 al 2003.

## Personaggi e interpreti
- Jerome Johnson (211 puntate, 1998-2002), interpretato da Leon Lopez.
- Nikki Shadwick (209 puntate, 1998-2003), interpretata da Suzanne Collins.
- Leo Johnson (175 puntate, 1996-2001), interpretato da Steven Cole.
- Sheila Grant (116 puntate, 1982-1990), interpretato da Sue Johnston.
- Paul Collins (105 puntate, 1982-1989), interpretata da Jim Wiggins.
- Terry Sullivan (105 puntate, 1982-1996), interpretato da Brian Regan.
- Annabelle Collins (97 puntate, 1982-1990), interpretata da Doreen Sloane.
- Barry Grant (94 puntate, 1982-2003), interpretato da Paul Usher.
- Rod Corkhill (89 puntate, 1985-2001), interpretato da Jason Hope.
- Frank Rogers (87 puntate, 1982-1993), interpretato da Peter Christian.
- Jimmy Corkhill (85 puntate, 1986-2003), interpretato da Dean Sullivan.
- Billy Corkhill (82 puntate, 1982-1989), interpretato da John McArdle.
- Tracy Corkhill (77 puntate, 1985-1992), interpretata da Justine Kerrigan.
- Bobby Grant (74 puntate, 1982-1988), interpretato da Ricky Tomlinson.
- Harry Cross (71 puntate, 1984-1989), interpretato da Bill Dean.
- Sammy Rogers (67 puntate, 1987-1996), interpretato da Rachael Lindsay.
- Chrissy Rogers (64 puntate, 1987-1993), interpretato da Eithne Browne.
- Jacqui Dixon (59 puntate, 1990-2003), interpretata da Alexandra Fletcher.
- Ron Dixon (54 puntate, 1990-2003), interpretato da Vince Earl.
- Damon Grant (54 puntate, 1982-1987), interpretato da Simon O'Brien.
- Mick Johnson (53 puntate, 1989-2001), interpretato da Louis Emerick.
- Thomas 'Sinbad' Sweeney (53 puntate, 1982-2000), interpretato da Michael Starke.
- Ralph Hardwick (51 puntate, 1984-1989), interpretato da Ray Dunbobbin.
- Katie Rogers (48 puntate, 1989-2003), interpretata da Diane Burke.
- Julia Brogan (48 puntate, 1982-1998), interpretato da Gladys Ambrose.
- Mike Dixon (47 puntate, 1990-2003), interpretato da Paul Byatt.
- Tim O'Leary (46 puntate, 1996-2003), interpretato da Philip Olivier
- Karen Grant (46 puntate, 1982-1988), interpretata da Shelagh O'Hara.
- Geoff 'Growler' Rogers (42 puntate, 1987-1991), interpretato da Kevin Carson.
- Heather Haversham (40 puntate, 1982-1986), interpretata da Amanda Burton.
- Gordon Collins (39 puntate, 1987-1990), interpretato da Mark Burgess.
- Jackie Corkhill (37 puntate, 1990-2001), interpretata da Sue Jenkins.
- Deborah 'DD' Dixon (36 puntate, 1990-1995), interpretata da Irene Marot.
- Claire Grant (35 puntate, 1985-1989), interpretata da Amy Lynch.
- Sue Sullivan (35 puntate, 1987-1991), interpretata da Annie Miles.
- Patricia Farnham (34 puntate, 1990-1996), interpretata da Gabrielle Glaister.
- Doreen Corkhill (32 puntate, 1985-1989), interpretata da Kate Fitzgerald.
- Margaret Clemence (32 puntate, 1990-1994), interpretata da Nicola Stephenson.
- Pat Hancock (32 puntate, 1984-1987), interpretato da David Easter.
- David 'Bing' Crosbie (32 puntate, 1992-1998), interpretato da John Burgess.
- Max Farnham (31 puntate, 1990-2002), interpretato da Steven Pinder.
- Johnathan Gordon-Davies (27 puntate, 1987-1990), interpretato da Steven Pinner.
- Nathan Cuddington (26 puntate, 1998-2000), interpretato da Marcus Hutton.
- Matt Musgrove (26 puntate, 1998-2000), interpretato da Christian Ealey.
- Edna Cross (23 puntate, 1983-1985), interpretata da Betty Alberge.
- Gordon Collins (23 puntate, 1982-1988), interpretato da Nigel Crowley.
- Cheryl Boyanowsky (23 puntate, 1988-1989), interpretata da Jennifer Calvert.
- Owen Daniels (21 puntate, 1989-1994), interpretato da Danny McCall.
- Sandra Maghie (20 puntate, 1984-1987), interpretata da Sheila Grier.
- Marie Jackson (19 puntate, 1983-1995), interpretata da Anna Keaveney.
- Lindsey Stanlow (19 puntate, 1991-2003), interpretata da Claire Sweeney.
- Rachel Jordache (19 puntate, 1993-2003), interpretata da Tiffany Chapman.
- Matty Nolan (19 puntate, 1982-1992), interpretato da Tony Scoggo.
- Lucy Collins (18 puntate, 1982-1988), interpretata da Katrin Cartlidge.
- Josie Johnson (18 puntate, 1990-2000), interpretata da Suzanne Packer.
- Michael Choi (17 puntate, 1989-1990), interpretato da David Yip.
- Roger Huntington (17 puntate, 1982-1984), interpretato da Rob Spendlove.